# مومياء تولوند
عام 1950، وتحديداً في قرية تولوند الدنماركية، اكتشف شخصان كانا يستخرجان الفحم من أحد المستنقعات مومياء لرجل مضطجع داخل المستنقع، اعتقد الاثنان أنهما أمام جريمة قتل حديثة؛ لذلك قاما بإخبار الشرطة. احتار رجال الشرطة في معرفة وقت وفاة صاحب الجثة. فتم استدعاء أحد علماء الآثار الذي أكّد بعد فحصه للجثة أنها تعود لأكثر من ألفي سنة خلت. وأنها على الأرجح قد قُدّمت قرباناً للإله نيرثوس إله الخصوبة في معتقدات شمال أوروبا القديمة، حيث عُثر على العديد من الجثث في مستنقعات في عدة دول أوروبية.
كانت حالة الجثة على قدر كبير من التماسك، فقد أظهرت الفحوصات التي تمت بالأشعة السينية أن الأعضاء الداخلية مثل القلب والكبد والرئتين بحالة جيدة. وأظهر الفحص كذلك أن رجل تولوند شُنِق حتى الموت؛ حيث عثر على بقايا أثر الحبل واضحة على رقبته، وكان يرتدي
لحظة وفاته قبعة من الجلد ويرتدي حزاماً جلدياً حول خصره، أما لحيته فكانت محلوقة وشعرة قصير.

## وصلات خارجية
- Tollund Man - وجه من الدنمارك ما قبل التاريخ
- رجل تولوند على بي بي إس
- The Tollund Man على موقع واي باك مشين (نسخة محفوظة 1 September 2000)
- رجل تولوند و رجل تولوند في الربيع بواسطة شيموس هيني
- ناشيونال جيوغرافيك سبتمبر 2007: "حكايا من المستنقعات"
- صورة لإعادة تشكيل الوجه لبيان كيف كان شكل رجل تولوند عندما كان حيّاً